# Teucholabis (Teucholabis) gudalurensis
Teucholabis (Teucholabis) gudalurensis is een tweevleugelige uit de familie steltmuggen (Limoniidae). De soort komt voor in het Oriëntaals gebied.